# Quan Zhi Gao Shou
Quan Zhi Gao Shou (chinois : 全职高手 ; pinyin : Quánzhí Gāoshǒu) ou The King's Avatar est une série d'animation ONA chinoise réalisée par Ke Xiong diffusée en 2017, basée sur le light novel du même nom écrit par Hu Dielan (Butterfly Blue). 
La série dépeint la scène fictive de l'Esport en Chine où l'histoire tourne autour d'un jeu vidéo multijoueur en ligne appelé Glory. La série a été produite par la société Internet chinoise Tencent,. Il possède une suite spéciale de 3 épisodes  sortie en 2018 et avec les saisons 2 et 3 dont la deuxième saison diffusée du 25 septembre 2020 au 4 décembre 2020 et la troisième saison diffusée du 31 mai 2024 au 3 septembre 2024. Un film préquelle, intitulé Quan Zhi Gao Shou: For the Glory, est également sortie le 16 août 2019,.

## Synopsis
L'histoire suit Ye Xiu, un joueur d'Esport professionnel vivant à Hangzhou, en Chine . Largement considéré comme le meilleur joueur du jeu vidéo Glory, Ye Xiu est le capitaine de l'équipe de son équipe Esports, possédant le compte 'One Autumn Leaf', mais il est forcé de démissionner de l'équipe, abandonnant l'un des comptes les plus forts du jeu et quittant la scène compétitive en raison de sa réticence à participer à toute commercialisation au profit de l'équipe. Ye Xiu finit par trouver du travail en tant que gestionnaire de nuit dans un cybercafé, où il rencontre Chen Guo, la propriétaire du café qui se trouve être une grand fan de son ancienne équipe et de son ancien compte  'One Autumn Leaf'. En attendant son retour sur la scène compétitive, Ye Xiu continue de jouer au jeu et de construire un personnage à partir de zéro sur un nouveau serveur de For Glory. 

## Personnages
Ye Xiu
Voix chinoise : Zhang Jie (animation, drama audio, websérie)
Joué par : Yang Yang
Chen Guo
Voix chinoise : Ji Guanlin (animation, websérie), Zhang Zhe (drama audio)
Jouée par : Jiang Shuying
Tang Rou
Voix chinoise : Qiao Shiyu (animation, drama audio, websérie)
Jouée par : Li Yujie
Bao Rongxing
Voix chinoise : Teng Xin (animation, drama audio, websérie)
Joué par : Lai Yi
Luo Ji
Voix chinoise : Zhang Boheng (animation, drama audio)
Joué par : Sun Ning
Wei Chen
Voix chinoise : Feng Sheng (animation, drama audio, websérie)
Joué par : Bai Xiang
An Wenyi
Voix chinoise : Chenzhang Taikang (websérie)
Joué par : Li Junchen
Mo Fan
Voix chinoise : Hu Lin (websérie)
Joué par : Yang Tingdong
Su Mucheng
Voix chinoise : Tong Xinzhu (animation), Liu Xiaoyu (drama audio), Nie Yuying (live-action)
Jouée par : Lai Yumeng
Sun Xiang
Voix chinoise : Liu Sanmu (animation, drama audio, websérie)
Joué par : Liang Yimu
Yu Wenzhou
Voix chinoise : Xia Lei (animation, drama audio)
Joué par : Gao Hanyu
Huang Shaotian
Voix chinoise : Ye Qing (animation, drama audio, websérie)
Joué par : Jiang Long
Wang Jiexi
Voix chinoise : Wei Chao (animation, drama audio)
Joué par : Gu Yufeng
Gao Yingjie
Voix chinoise : Shao Tong (animation, drama audio)
Joué par : Chen Hongzheng
Qiao Yifan
Voix chinoise : Su Shangqing (animation, drama audio, websérie)
Joué par : Fan Jinwei
Han Wenqing
Voix chinoise : Song Ming (animation, drama audio, websérie)
Joué par : Gu Youming
Zhang Xinjie
Voix chinoise : Bian Jiang (animation), Zhang Fuzheng (websérie)
Joué par : Qu Haojun
Zhou Zekai
Voix chinoise : Jin Xian (animation, drama audio)

## Aperçu de la série
Les épisodes de la série animée chinoise Quan Zhi Gao Shou sont basés sur le light novel éponyme écrit par Butterfly Blue. La première saison est diffusée en 2017, elle possède une suite de 3 épisodes qui a été diffusée en 2018. Un film préquel a été diffusé en août 2019 et une deuxième saison a été diffusée du 25 septembre 2020 au 4 décembre 2020.

### Panorama des saisons
| Saison | Saison  | Épisodes   | Date de sortie au Japon | Date de sortie au Japon |
| Saison | Saison  | Épisodes   | Début de la saison      | Fin de la saison        |
| ------ | ------- | ---------- | ----------------------- | ----------------------- |
|        | 1       | 12         | 7 avril 2017            | 16 juin 2017            |
|        | Spécial | 3          | 27 avril 2018           | 11 mai 2018             |
|        | 2       | 12         | 25 septembre 2020       | 4 décembre 2020         |
|        | 3       | 31.05.2024 | 31.05.2024              | 31.05.2024              |

## Récompenses et nominations
| Prix                                     | Catégorie                                  | Travail nommé                         | Résultat | Réf.   |
| ---------------------------------------- | ------------------------------------------ | ------------------------------------- | -------- | ------ |
| 14th China Animation Golden Dragon Award | Best Serial Animation Award (Gold Award)   | Quan Zhi Gao Shou                     | Lauréat  | [ 7 ]  |
| 16e China Animation Golden Dragon Award  | Best Serial Animation Award (Bronze Award) | Quan Zhi Gao Shou Zhi : For the Glory | Lauréat  | [ 8 ]  |
| Canada China International Film Festival | Best Animation                             | Quan Zhi Gao Shou Zhi : For the Glory | Lauréat  | [ 9 ]  |
| China Literature Award Ceremony          | Animation of the Year                      | Quan Zhi Gao Shou Zhi : For the Glory | Lauréat  | [ 10 ] |